# Rue Burq
Rue Burq är en återvändsgata på Montmartre i Quartier des Grandes-Carrières i Paris 18:e arrondissement. Rue Burq, som börjar vid Rue des Abbesses 48, är uppkallad efter en tidigare fastighetsägare i grannskapet.

## Omgivningar
- Sacré-Cœur
- Saint-Pierre de Montmartre
- Saint-Jean de Montmartre
- Place Dalida
- Maison de Dalida
- Place Émile-Goudeau
- Place Jean-Baptiste-Clément
- Jardin Burq

## Bilder
| - Jardin Burq. - Place Émile-Goudeau. - Place Jean-Baptiste-Clément. |

## Kommunikationer
- Tunnelbana – linje  – Abbesses
- Busshållplats Durantin – Burq – Paris bussnät, linje 40

### Webbkällor
- ”Rue Burq”. Mairie de Paris. http://www.v2asp.paris.fr/commun/v2asp/v2/nomenclature_voies/Voieactu/1385.nom.htm. Läst 5 mars 2021.
- ”Rue Burq”. Les rues de Paris. http://www.parisrues.com/rues18/paris-18-rue-burq.html. Läst 5 mars 2021.